# Parascutella
Parascutella is een geslacht van uitgestorven zee-egels uit de familie Scutellidae. Vertegenwoordigers van dit geslacht zijn slechts als fossiel bekend.

## Soorten
- Parascutella gibbercula (De Serres, 1829) †